# Featuring
Featuring, ofte forkortet feat., ft., f., eller f/, er en betegnelse anvendt i musikindustrien til at kreditere en musiker, som ikke er hovednavnet ved fremførelsen af en sang eller eventuelt et album. Antallet af sange med en featured artist er steget betragteligt i 2000'erne, selv om artister der bliver featured kan spores helt tilbage til starten af singlehitlisterne, hvilket i UK er helt tilbage i 1954.
Featured artister er mest almindelig indenfor rap og dance musik. Rap albums indeholder som regel et stort antal forskellige gæsteartister på diverse forskellige sange. Dance producere anvender ofte forskellige sangere på hver af deres sange, ofte krediteret som featured. I 2007 har eksempelvis Timbaland og Mark Ronson begge udgivet et album, hvor der er featured artister på næsten alle albummets numre.
Sædvanligvis fremfører featured artister en lille del, såsom et vers af sangen, eller eventuelt spiller et instrument. Til tider sker det, at den featured artist fremfører omkvædet, hvilket eksempelvis har været tilfældet i rap sange som "Angel" af Shaggy featuring Rayvon, og "Heard Em Say" af Kanye West featuring Adam Levine of Maroon 5.
Indimellem ses det, at en artist bliver featured, fordi der samples fra dennes sang. Det var eksempelvis tilfældet med Stan af Eminem featuring Dido, hvor omkvædet blev samplet fra Didos Thank You.
Der kan til tider være en flydende overgang mellem om en artist bliver featured eller om der nærmere er tale om en decideret duet. Eksempelvis bliver Something's Gotten Hold Of My Heart (fra 1989) af Marc Almond featuring Gene Pitney opfattet som en duet. Modsatvis sker det også, at en kunstner bliver refereret til som om det var en duet, selvom kunstneren egentlig blot har en mindre gæsterolle i sangen. Desuden har det været sådan, at en sang som eksempelvis "I Belong to You" blev krediteret "Anastacia & Eros Ramazzotti" i Europa, mens den i USA, hvor Eros Ramazzotti er knap så kendt, blev krediteret "Anastacia ft. Eros Ramazzotti".
Featuring betyder: "Indeholdende" eller "udstyret med"